# Thma Puok
Thma Puok es uno de los ocho distritos que forman la provincia camboyana de Banteay Mean Chey, con una población estimada en marzo de 2008 de 61 189 habitantes. Está dividido en las siguientes  comunas (khum), que se muestran asimismo con población estimada de 2008:
- Banteay Chhmar 13,562
- Kouk Kakthen 6,936
- Kouk Romiet 17,626
- Kumru 7,744
- Phum Thmei 7,093
- Thma Puok 8,228[1]